# Oțeleni (okręg Jassy)
Oțeleni – wieś w Rumunii, w okręgu Jassy, w gminie Oțeleni. W 2011 roku liczyła 2195 mieszkańców.